# Jean III Doukas Vatatzès
Pour les articles homonymes, voir Jean III.
Jean III Doukas Vatatzès (grec byzantin : Ιωάννης Γʹ Δούκας Βατάτζης), né à Didymotique en Thrace vers 1192, et mort le 3 novembre 1254 à Nymphaion) est un empereur byzantin en exil à Nicée ayant régné de 1222 à 1254.
En forçant les Latins à évacuer tous les territoires qu'ils possédaient encore en Asie mineure et en étendant le territoire de l'empire de Nicée en Europe, il prépara le terrain à la reprise de Constantinople et au rétablissement de l'Empire byzantin. 
Souverain compétent, habile et énergique, il se préoccupa de justice sociale, développa l'économie locale, freinant ainsi la domination commerciale des puissances italiennes, et encouragea un renouveau des arts et des lettres. Avec sa femme Irène Lascarine, il fonda de nombreuses œuvres charitables qui lui valurent, peu après sa mort, d'être considéré comme un saint par les Grecs d'Asie mineure. Il fut enterré au monastère de Sosandra près de Nymphaion.

## Jeunesse et accession au trône
Jean III Doukas Vatatzès naquit vers 1192 à Didymotique. Son père, Basile Vatatzès, exerçait la charge de domestique. Par sa mère, il était le petit-fils de Constantin Ange et de Theodora Comnène Angelina, fille d'Alexis Ier Comnène. Les Vatatzès appartenaient à la haute noblesse militaire de Thrace et certains des membres de la famille faisaient partie du Sénat. La famille était apparentée aux Comnène, aux Doukas, aux Ange et aux Lascaris. Après la conquête de Constantinople en 1204, Jean Doukas Vatatzès vint s'installer à Nymphaion, que Théodore Ier Lascaris avait choisi comme capitale de l'empire de Nicée. Grâce à l'un de ses oncles, prêtre au palais et conseiller de l'empereur, le jeune Jean fut pris au service de l'empereur. Ce dernier apprécia si bien le talent et le caractère moral du jeune homme qu'il lui octroya le titre de protovestiaire. En 1212, l'empereur lui fit épouser sa propre fille, Irène, et n'ayant pas d'héritier mâle, désigna Vatatzès comme son successeur.
À la mort de Théodore Ier en 1222, Jean Vatatzès fut couronné empereur, déclenchant ainsi une querelle de succession. Deux des quatre frères de Théodore Lascaris revendiquèrent le trône, estimant qu'ils avaient davantage de droits à la succession que le mari de la fille de l'empereur défunt. Ils se hâtèrent d'aller à Constantinople demander l'appui de l'empereur latin. Le jeune empereur Robert de Courtenay s'empressa de les obliger et lança une expédition qui fut anéantie par les forces de Jean Vatatzès à Poimanenon, l'endroit même où vingt-deux ans auparavant son beau-père avait été défait par les Latins. Les deux prétendants furent faits prisonniers et Vatatzès put s'installer fermement au pouvoir,.

## Politique étrangère
Jean III Doukas Vatatzès continua l'œuvre de son prédécesseur dont l'objectif premier était la reconquête de Constantinople et le rétablissement de l'Empire byzantin. Ses principaux rivaux dans la région étaient le despote d'Épire et le tsar de Bulgarie, lesquels voulaient également (re)conquérir Constantinople, l'empire latin de Constantinople, le sultanat de Roum et l'empire de Trébizonde.

L'empire de Nicée et ses voisins après la chute de Constantinople.

Tel que mentionné, son accession au trône mit fin à la coopération avec l'Empire latin qui avait marqué les dernières années de Théodore Laskaris. En 1214, celui-ci avait signé un traité de paix à Nymphaeon avec l'Empire latin qui fixait les frontières entre les deux empires : les Latins gardaient l'angle nord-ouest de l'Asie mineure jusqu'à Adramyttion au sud, alors que l'empire de Nicée conservait le reste du pays jusqu'à la frontière seldjoukide. Les deux empires reconnaissaient ainsi leur droit mutuel à l’existence ; en 1219, Théodore Ier Lascaris avait scellé cette entente en épousant en troisièmes noces Marie de Courtenay, fille de Yolande de Hainaut, une nièce des deux premiers empereurs latins. La bataille de Poimanenon en 1225 obligea les Latins à abandonner les territoires qu'ils possédaient encore en Asie mineure, laissant l'empire de Nicée seul maître du territoire allant de la côte au nord et à l'ouest jusqu'à la frontière seldjoukide au sud et à l'empire de Trébizonde à l’est.
Dès son avènement, Vatatzès s'employa à constituer une flotte impressionnante qui, à partir de sa base dans l'Hellespont, put capturer les îles de Lesbos, Chios, Samos et Ikaria ; plus tard, en 1232-1233, Vatatzès réussit également à obliger Léon Gabalas, gouverneur de Rhodes, alors indépendante, à reconnaître les droits de l'empereur sur l'île,. Après la bataille de Poimanenon, l'empereur, qui avait établi son camp à Lampsaque près des Dardanelles afin de reconnaître le théâtre des opérations, décida de tourner son attention vers l'Europe. Ses troupes s'emparèrent de différentes villes côtières et entrèrent à Andrinople à la demande de ses habitants. Toutefois, les forces de Théodore Ier Ange Doukas Comnène, qui, non content de ne pas reconnaître la légitimité des prétentions de l'empire de Nicée, s'était lui-même fait couronner empereur par l'archevêque d'Ohrid à Thessalonique en 1225, intervinrent et les troupes nicéennes furent obligées de se retirer. Vatatzès porta alors son attention vers l'Asie mineure et, après une courte campagne et des négociations avec le sultan de Roum, réussit à stabiliser le front de l'Est.

### Relations avec le despotat d’Épire

Expansion du despotat d'Épire de 1205 à 1230 sous Théodore Comnène Doukas.

Le despote d'Épire, Théodore Ier Ange Doukas Comnène, s'avéra l'ennemi le plus acharné de Jean Vatatzès. Cherchant à capturer Constantinople avant Vatatzès, il commença par étendre son territoire vers le sud-est grâce à une série de campagnes militaires. Ce plan se heurtait aux intentions du tsar bulgare, Ivan Assen II, qui poursuivait le même but. Aussi, après avoir dénoncé l'alliance qu'il avait signée avec Ivan Assen II contre Jean III Doukas Vatatzès, Théodore Ier déclara la guerre aux Bulgares. Lors de la bataille qui eut lieu au printemps 1230 près de Klokotnica sur le fleuve Évros, l'armée de Théodore Ier fut vaincue et lui-même fut capturé et jeté en prison après avoir été aveuglé. Finalement, le despote d'Épire dut renoncer à ses prétentions au trône de Constantinople ; en 1242, Jean III Doukas Vatatzès obligea le fils de Théodore Ier, Jean (en), à reconnaître la souveraineté de l'empire de Nicée, à abandonner toute prétention au titre impérial et à reprendre son titre traditionnel de despote. Vers 1246, après la mort du tsar bulgare Koloman Ier Asen, successeur d'Ivan Assen II, Jean III Doukas Vatatzès étendit son territoire dans les Balkans après avoir capturé les villes de Serrès, Melnik, Velbazhd, Skopje, Vélès, la Pélagonie et Prosakos. L'empire s'étendit bientôt en Thrace jusqu'au fleuve Évros et en Macédoine jusqu'au Vardar. Par la suite, il se dirigea vers l'est contre Démétrios Comnène Doukas (en) et, en décembre 1246, captura Thessalonique, obligeant Démétrios à se soumettre. En 1247-1248, les armées nicéennes firent campagne en Thrace, capturant Tzurulum et Bizye. Après la bataille de Klokotnica, l'Épire se sépara de Thessalonique et redevint une principauté indépendante sous Michel II Doukas, le fils illégitime de Michel Ier Doukas. Au début, Vatatzès chercha à établir des relations amicales avec Michel II et fit alliance avec lui, alliance renforcée en 1249 par le mariage de sa nièce, Marie, avec le fils de Michel, Nicéphore. En 1251, Michel dénonça cette alliance et s'attaqua aux possessions nicéennes en Macédoine, cherchant à s'emparer de Thessalonique. Au début de 1252, Vatatzès fit campagne dans l’ouest de la Macédoine. Michel II fut obligé de capituler et de signer le traité de paix de Larissa. L'Épire remettait Vélès et Prilep à l'empereur de Nicée, en échange de quoi il gardait le titre de despote même si ce titre n'était plus qu'honorifique.

### Relations avec la Bulgarie

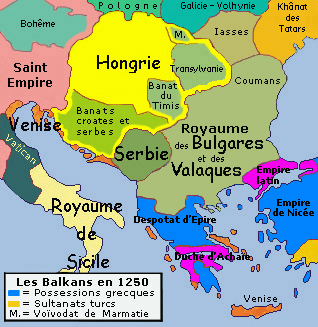
La Bulgarie en 1250, peu après la mort de Ivan Assen II.

Dès leur arrivée au pouvoir, Ivan Assen II et Jean III Doukas Vatatzès en vinrent aux prises, chacun d'eux tentant de capturer Constantinople pour lui-même. Toutefois, les événements politiques au sein de l'empire latin de Constantinople et l'accession au trône de Jean de Brienne fournirent les conditions idéales pour une alliance entre Nicée et la Bulgarie. À l'hiver 1233, Jean de Brienne attaqua les forces de Vatatzès mais sans succès. Ivan Assen II, de son côté, cherchait à réaliser une alliance anti-latine des États orthodoxes à laquelle se joignit Manuel Comnène Doukas. Au cours des négociations, les dirigeants politiques et ecclésiastiques de Nicée acceptèrent qu'un patriarcat bulgare soit créé, à condition que celui-ci reconnaisse l'autorité du patriarche de Nicée. Au printemps 1235, l'alliance fut conclue à Gallipoli et scellée peu après par le mariage du fils et héritier de Jean III Doukas Vatatzès, Théodore, avec la fille d'Ivan Assen II, Hélène de Bulgarie. Les nouveaux alliés commencèrent immédiatement les hostilités contre les Latins et mirent le siège devant Constantinople à la fois par terre et par mer. L'Empire latin ne consistait plus alors qu'en Constantinople et ses abords immédiats. Le siège ne permit toutefois pas de reprendre la ville. En 1236, les alliés tentèrent une nouvelle fois de s'emparer de la capitale. Pendant le siège cependant, Assen II, craignant une trop grande puissance de Nicée, dénonça l'alliance et exigea que sa fille Hélène lui soit retournée. Par la suite, Assen II, à la tête d'une armée de Latins et de Coumans de Macédoine, lança les hostilités contre Vatatzès, assiégeant Tzurulum, un bastion stratégique. Toutefois, pendant le siège, un désastre, domestique cette fois, força Ivan Assen II à changer une nouvelle fois de position. La peste ayant éclaté à Tarnovo, sa femme, l'un de ses fils et le patriarche moururent l'un après l'autre. Y voyant le châtiment divin punissant son parjure à l'endroit de Jean Vatatzès, Ivan Assen II se hâta de faire la paix avec ce dernier avant de rentrer chez lui. Il permit à sa fille de retourner à Nicée et signa un nouveau traité de paix avec Vatatzès. En 1241, Ivan Assen II meurt le 24 juin,. Jean III Doukas Vatatzès, délivré de tous les ennemis pouvant attaquer ses frontières, renouvela l'alliance avec le jeune héritier d'Ivan Assen II, Koloman Ier Asen.

### Relations avecFrédéricII
En Europe, la principale préoccupation diplomatique de Jean Vatatzès fut le rapprochement avec l'empereur Frédéric II et l'alliance qu'il conclut avec lui par laquelle les deux gouvernements s'unirent pour lutter contre les Latins. Frédéric II soutint les efforts des Nicéens pour reconquérir Constantinople et, en 1236, réussit à faire échouer les plans du pape Grégoire IX qui voulait mettre sur pied une croisade pour faire cesser les hostilités de Jean III contre les Latins. De son côté, Jean III prit fait et cause pour Frédéric dans son conflit avec la papauté. Les deux souverains conclurent donc une alliance scellée par le mariage de Jean Vatatzès avec Constance de Hohenstaufen, fille illégitime de l'empereur germanique, laquelle prit le nom byzantin d'Anne. Sans doute cette alliance n'apportait-elle pas de bénéfice concret pour l'empire de Nicée, mais elle consolidait sa présence sur la scène diplomatique internationale. L'empereur de Nicée maintint des relations diplomatiques avec la dynastie Hohenstaufen qui se continuèrent après la mort de Frédéric II, pendant le règne de Conrad IV de Hohenstaufen.

### Relations avec Rome
Les relations entre Nicée et Rome peuvent se diviser en deux phases. La première coïncide avec les pontificats de Grégoire IX à Rome et de Germain II de Constantinople à Nicée, la seconde avec celles des pontificats d'Innocent IV et du patriarche Manuel II de Constantinople. L'Église romaine continuait à vouloir soumettre l'Église orthodoxe alors que le principal objectif de Jean Vatatzès était la reconquête de Constantinople. Les deux parties étaient prêtes à faire des concessions si celles-ci leur permettaient de réaliser leurs objectifs réciproques. Les premiers contacts eurent lieu à Nicée en 1232. Deux ans plus tard, des représentants des deux Églises se réunirent pour la première fois à Nicée d'abord, à Nymphaion ensuite. Les négociations portèrent sur la réunification des deux Églises. Les questions théologiques furent également débattues en profondeur. Les délégués orthodoxes, dont le principal représentant était Nicéphore Blemmydès, repoussaient les théories de l'Église latine sur le purgatoire, tout en proposant que l'expression « procède du Père et du Fils » du credo (le Filioque) soit remplacée par « procède du Père par le Fils ». Finalement, les négociations en vinrent à un point mort, le pape se refusant à accepter la condition essentielle exigée par Jean Vatatzès, à savoir de ne pas envoyer de renforts aux Latins de Constantinople. En 1236, les relations entre Nicée et Rome se détériorèrent alors que les forces conjuguées des Grecs et des Bulgares assiégeaient les Latins de Constantinople. En 1241, l'empereur latin Baudouin II de Courtenay et Jean Vatatzès signèrent un traité de paix. Deux ans plus tard, les contacts entre l'Église de Rome et Nicée reprirent sur de nouvelles bases. Le nouveau pape, Innocent IV, se révélait très intéressé et disposé à accepter les termes que Nicée avait mis de l'avant pour une réunification entre les deux Églises. De son côté, l'empereur de Nicée semblait disposer à accepter l'idée de subordonner l'Église orthodoxe à la papauté si la chose pouvait permettre la reconquête de Constantinople. Le rapprochement paraissait plus prometteur que jamais. Mais à nouveau, les circonstances politiques et les désaccords entre théologiens sur les questions dogmatiques enlisèrent les négociations. L'état de désarroi total dans lequel se trouvait l'Empire latin et la nouvelle puissance de Jean Vatatzès dans la région incitèrent celui-ci à repousser les propositions papales. Les négociations furent finalement rompues après la mort presque simultanée de Jean Vatatzès, d'Innocent IV et du patriarche Manuel II de Constantinople .

### Relations avec le sultanat de Roum

Expansion de l'Empire mongol au XIIIe siècle.

Les relations entre l'empire de Nicée et le sultanat de Roum durant le règne de Jean Vatatzès demeurèrent cordiales, basées sur le respect des frontières de 1230. En 1242, les Mongols envahirent l'Asie mineure et s'attaquèrent à l'empire de Trébizonde et au sultanat de Roum. Cette invasion jeta l'émoi dans la région et favorisa un rapprochement entre l'empire de Nicée et le sultanat qui se concrétisa par un traité. Jean Vatatzès craignait la prise d'Iconium par les Mongols, exposant son propre empire à leurs attaques. C'est pourquoi il interrompit sa campagne en Thrace et en Macédoine pour revenir à Nicée. En 1243, il rencontra le sultan Kay Khusraw II à Tripoli où ils conclurent une entente. Cependant, les Seldjoukides, de plus en plus menacés par les invasions mongoles, durent se reconnaître vassaux du Khagan en 1243. Curieusement, les armées mongoles qui étaient maintenant aux frontières de l'empire de Nicée ne cherchèrent pas à pousser leur avantage. Bien que l'empire de Nicée se vit forcé de payer un tribut, les circonstances n'en restaient pas moins favorables à Jean Vatatzès. Non seulement le sultanat de Roum ne constituait plus une menace pour l'Empire, mais, une grave crise alimentaire s'y étant déclarée, il se vit obligé d'importer ses produits de première nécessité de l'Empire, fournissant ainsi à celui-ci de nouvelles ressources monétaires.

## Politique intérieure
Au début de son règne, Jean Vatatzès dut faire face à différents mouvements autonomistes et à des rébellions tant dans les provinces occidentales qu'orientales, comme celle de Manuel Maurozomès et celle des frères Andronic et Isaac Nestongos. Il établit fermement son contrôle sur l'aristocratie et les gouverneurs de province. Cette politique intérieure fut couronnée de succès. L'empereur porta un intérêt particulier au développement social, en particulier aux questions économiques. Il réorganisa l'armée, prit les moyens nécessaires pour assurer une coexistence harmonieuse entre l'État et l'Église, et encouragea le développement culturel.

### Développement économique et social

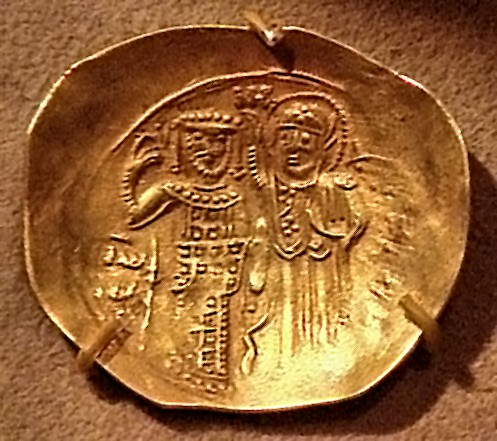
Hyperpérion, pièce d'or de Jean III Doukas Vatatzès, Magnésie (Metropolitan Museum of Art).

Les succès de sa politique d'expansion allèrent de pair avec l'annexion de nouveaux territoires. Il semble que les gouverneurs des territoires qui entraient dans le système administratif de l'Empire continuaient à jouir d'une large marge de manœuvre, tout en étant étroitement surveillés par le Grand Palais. Il mit un soin particulier à refréner les abus des autorités locales et à assurer une administration équitable de la justice. Ses nominations de fonctionnaires issus d'autres milieux que la noblesse de palais lui valurent l'hostilité grandissante de celle-ci, qu'il contra en s'appuyant fermement sur l'aristocratie militaire. Il dut sans aucun doute le succès de sa politique intérieure aux mesures qu'il prit sur les plans économique et agricole. En ce domaine, il orienta ses efforts vers l'autosuffisance économique et l'amélioration de la production domestique, tout en mettant un terme aux importations de biens étrangers, en particulier des biens de luxe, affaiblissant ainsi la domination des républiques italiennes sur le commerce. Dans le domaine social, il prit de nombreuses mesures visant à améliorer la qualité de vie de la population, tant rurale qu'urbaine. Il fit faire un recensement et vit à ce que chaque citoyen de l'Empire puisse disposer d'une parcelle de terre. Vers la fin de son règne, il confisqua les propriétés et la richesse de grands propriétaires terriens et de la noblesse du palais. Selon les sources, l'empereur menait une vie frugale, cherchant continuellement de nouveaux moyens pour réduire les goûts de luxe des riches particuliers, y ajoutant des mesures contre l'exploitation des plus démunis pour établir une véritable justice sociale dans l'Empire. Il édicta à cet effet une novelle grâce à laquelle il put abolir le système d'appropriation illicite très répandu à l'époque. Ces diverses mesures contribuèrent au renforcement de l'économie de l'Empire, qui devint ainsi beaucoup plus solide qu'à l'époque des Comnène.

### Relations avec l'Église
Dans le contexte du développement de ses politiques sociales, Jean Vatatzès tint compte de la situation de l'Église et voulut en assurer l'indépendance. En 1228, il publia une novella interdisant l'immixtion des autorités politiques dans les nominations ecclésiastiques. Lui et son épouse firent de généreuses donations à des institutions ecclésiastiques et firent rénover de nombreuses églises existantes ou en construire de nouvelles comme le monastère de Sosandra à Magnésie.

### Défense
Jean Vatatzès fit un effort spécial pour réorganiser l'armée impériale, dont le noyau était composé de mercenaires connus sous le nom de Latinikon, originaires d'Europe de l'Ouest, non orthodoxes, souvent venus de France, d'Angleterre, de Castille ou de Catalogne et dirigés par le megas konostaulos. L'octroi de pronoia de taille moyenne aux soldats permit la consolidation d'une armée puissante, alors que la construction de forteresses sur la frontière et la remise en état de fortifications tombées en ruines dans de nombreuses villes, comme Smyrne, contribuèrent à raffermir la défense de l'Empire. Pour renforcer l'armée, l'empereur n'hésita pas à établir des peuples étrangers, comme les Coumans, dans les régions frontalières de Thrace, de Macédoine et de Phrygie, en échange de leur service militaire. Les mercenaires coumans, que les Byzantins appelaient généralement « scythes », formèrent le régiment des Skythikon.
Dès les premières années de son règne, Jean Vatatzès attacha une importance primordiale à la rénovation de la flotte. C'est grâce à celle-ci qu'il put annexer les îles de la mer Égée, dont la plus importante fut Rhodes ; elle joua également un rôle d'appoint non négligeable dans les campagnes de terre en Macédoine, en particulier à Thessalonique. Le megas doux était responsable de la flotte alors que le megas domestikos avait la charge de l'armée de terre,.

### Arts et sciences
En plus de ses incessantes campagnes militaires et négociations diplomatiques, Jean Vatatzès se préoccupa du développement intellectuel de son empire. Il créa des bibliothèques dans les villes où s’épanouirent les arts et la science, et s'attacha à rehausser la formation générale de la population ouvrière.
Il s'intéressa particulièrement à la collection et à la copie de manuscrits. C'est sous son règne que vécut le savant et érudit Nicéphore Blemmydès, qui fut le principal représentant du mouvement intellectuel du XIIIe siècle.
Parmi les étudiants de Blemmydès se trouvaient le successeur de Vatatzès, Théodore II Lascaris, qui fut non seulement un monarque mais aussi un brillant intellectuel, ainsi que l'historien et homme d'État Georges Acropolite. Les sources abondent en références sur les préoccupations constantes du souverain pour le développement de la vie intellectuelle dans l'Empire. Il promut la création de centres d'apprentissage pour les études autres que religieuses et organisa l'instruction supérieure.

## Dernières années et héritage
En 1253, après une campagne contre Michel II Doukas, despote d'Épire, la santé de l'empereur, qui souffrait depuis longtemps d'épilepsie, se détériora. Il mourut le 3 novembre 1254 à Nymphaion et fut enterré au monastère de Sosandra près de Magnésie.
L'attention portée par Jean Vatatzès aux classes populaires et ses politiques sociales lui valurent le respect et l'amour du peuple. Comme le voulait la coutume populaire, il fut canonisé par le peuple quelques années après sa mort. Georges Acropolite mentionne qu'une église fut construite en son honneur à Nymphaion et que son culte se répandit rapidement parmi les peuples de l'Asie mineure occidentale. Ce culte survit jusqu'à notre époque, principalement dans la métropole d'Éphèse. Même si l'Église ne reconnut jamais officiellement Jean Vatatzès comme saint, mention est faite dans le ménologe de la commémoration de Jean III Doukas Vatatzès le 4 novembre.
L'unanimité des sources contemporaines de Jean Vatatzès concernant sa personnalité et son œuvre est impressionnante. Des poètes comme Nicolas Irenikos, des historiens et hagiographes comme Nicéphore Grégoras et Georges Acropolite, ont vanté les qualités exceptionnelles de l'homme, ont encensé ses vertus et son style de vie simple.
Sous son règne, l'empire de Nicée doubla son étendue et devint un acteur de poids sur la scène internationale, pendant qu'à l'intérieur, l'État vivait une transformation économique et culturelle considérable. Même s'il ne parvint pas à réaliser son objectif ultime, la reconquête de Constantinople (laquelle fut achevée sept années après sa mort par Michel VIII Paléologue), Jean Vatatzès fut sans aucun doute celui qui pava la voie au rétablissement du trône de Constantinople et à la restauration de l'Empire byzantin.

## Mariage et descendance
Jean III Doukas Vatatzès s'était marié en premières noces avec Irène Lascarine, la fille de son prédécesseur, Théodore Ier Lascaris, en 1212. Ils eurent un fils, le futur Théodore II Lascaris, mais Irène fit une chute de cheval et se blessa si grièvement qu'elle ne put avoir d'autre enfant. Elle se retira dans un couvent, prenant le nom monastique d'Eugénie, et mourut en 1239. Jean III se maria en secondes noces avec Constance de Hohenstaufen, la fille illégitime de l'empereur Frédéric II et de son amante Bianca Lancia, mais ils n'eurent pas d’enfant.